# Mistrzostwa Świata Klasy Cadet (1984)
VI Mistrzostwa Świata Klasy Cadet – żeglarskie mistrzostwa świata w klasie Cadet rozegrane w dniach 5-11 sierpnia 1984 na jeziorze Velence w węgierskim komitacie Fejér.

## Informacje ogólne
W zawodach udział wzięli reprezentanci dziesięciu państw (47 załóg). Z uwagi na bardzo słabe warunki wiatrowe wyścigi rozgrywane były tylko w dniach: 6 sierpnia (pierwszy i drugi bieg), 9 sierpnia (trzeci i czwarty bieg), 10 sierpnia (piąty i szósty bieg) oraz 11 sierpnia (siódmy bieg). Jedyną ekipą, która nie posiadała własnej motorówki był zespół polski. 

## Wyniki
Wyniki zawodów były następujące:
| Lp. | Państwo   | Załoga                                | Punkty   |
| --- | --------- | ------------------------------------- | -------- |
| 1.  | Argentyna | Roberto Parada, Matia Blanco          | 30 pkt   |
| 2.  | Belgia    | Thierry den Hartigh, Peter Laureysenf | 37,4 pkt |
| 3.  | Holandia  | Robert Drontman, Jap de Vriend        | 52 pkt   |
| 4.  | Holandia  | Victor Vos, Janneke Weening           | 59 pkt   |
| 5.  | Holandia  | Hendrik Douwe, Nathalie Pepping       | 59,4 pkt |
| 6.  | Argentyna | Miguel Frederico, Christobal Saubidet | 67,7 pkt |
| 16. | Polska    | Jacek Noetzel, Marcin Matla           | 112 pkt  |
| 24. | Polska    | Marek Kryczkiewicz, Jarosław Rega     | 173 pkt  |
| 31. | Polska    | Maciej Zys, Marek Stobiński           | 211 pkt  |

Puchar dla najmłodszego uczestnika mistrzostw przypadł reprezentantowi Polski, Marcinowi Matli.